# SB-1傲視者直升機
SB-1傲視者直升機 （英語：SB-1 Defiant，編號:S-100)是一架由塞考斯基飛機公司和波音公司為美國陸軍未來型長距離突擊機計畫而合作研發的剛性同軸旋翼的複合直升機，用以取代UH-60黑鹰直升机。並於2019年3月21日首飛。
2022年12月5日，美國陸軍選擇了競爭對手貝爾V-280勇敢式傾斜旋翼機，成為未來遠程攻擊機計劃的獲勝者。

## 發展
塞考斯基飛機公司和波音公司聯合生產一款新型快速的直升機，並且命名為SB>1 傲視者 （也被廣泛稱為“SB-1”）以參與美軍的未來型長距離突擊機計畫。原計劃於2017年首飛，而後從2017年4月推遲至2018年初。 而飛行測試開始，陸軍將對飛機進行評估以進一步開發。，而波音主導第一部分（機體研發），其基礎源於西科斯基 X2。
波音公司主導第二階段，即任務系統部分。 波音-西科斯基團隊被認為擁有龐大的工業基礎優勢，可能會得到美國國會更廣泛的支持。他們共擁有美國陸軍最大的直升機機群。 
截至2013年，西科斯基及其合作夥伴已在X2和賽考斯基S-97襲擊者直升機 上花費了 2.5 億美元。因成本考量，西科斯基將團隊分而為二，其一將負責研製SB-1，後者則將繼續研製S-97。 研發團隊對SB-1充滿信心，並佔用了一半以上的設計成本。 兩家公司上次的合作是RAH-66卡曼契直升機，該項目始於1980年代，耗資70億美元，但在2004年因預算削減、需求新增過多和過長的研發週期而取消。在科曼奇計劃下，每家公司都製造了飛機的不同部分。對於聯合多用途技術演示機(Joint Multi Role )的研製，兩家公司的員工將一起進行。 該團隊在2015年公布了各部件的供應商。 波音和斯威夫特工程公司 組成的綜合團隊將在其加利福尼亞州聖克利門蒂的工廠設計和製造機身結構。
首飛的時間因技術問題推遲好幾次。原定於2017年，由於應美國陸軍要求實施自動化纖維放置葉片的製造而出現延誤。這導致首次飛行延誤到2018年夏季。 渦輪軸發動機、傳動裝置和旋翼等動態系統原訂於2018年10月底在佛羅里達州西棕櫚灘進行測試，然後在11月進行地面運行，並希望六個月內首飛能達到200節（370公里/小時）
首架原型機於2018年12月亮相，首飛推遲至2019年初，而在2019年1月開始地面測試；並且首飛前需要進行15小時的地面測試。
SB-1於2019年3月21日在西科斯基位於佛羅里達州西棕櫚灘的基地首飛。2019 年夏天，由於主旋翼的軸承問題而暫停測試，並於2019年9月24日恢復測試。 SB-1在2020年10月的平飛測試達到了211節的速度。到2020年12月，自首次飛行以來的21個月裡，該機共計在31次飛行中飛行26個小時。

### 傲視者X
2021年1月，西科斯基-波音公司宣布推出專為未來型長距離突擊機的傲視者X。2022年2月，西科斯基-波音公司選擇了霍尼韋爾的HTS7500發動機，該發動機是T55發動機的改進型號。2022年3月，西科斯基-波音公司選擇柯林斯航空航天公司提供座椅及其Perigon飛控系統。

### 設計
與傳統直升機相比，反向旋轉的同軸主旋翼和推進螺旋槳可提升的速度提升100-knot (185 km/h、60%的作戰半徑延伸以及50%高熱懸停性能提升。
西科斯基曾經表示X2設計不適合擔任重型運輸機，而是建議使用CH-53K直升機或V-22魚鷹式傾轉旋翼機。然而，西科斯基後來計劃建造30,000-pound等級(14,000 kgJMR-TD(機艙比UH-60大50%)，以消除對X-2技術可擴展性的疑慮。
西科斯基-波音表示，SB-1快速靈活，能快速加速和減速、快速左右移動以及尾部向上和機頭向下懸停。 SB-1的發動機為霍尼韋爾T-55渦輪軸發動機，其可以更好地在低槳速下運行，低至85%rpm。

## 外部連結
- Boeing
- Lockheed Martin